# Sarus
Sarus (en llatí: Sarus; en grec antic: Σάρος, Saros) fou un militar got de l'exèrcit romà en temps dels emperadors Arcadi i Honori.
Era germà de Sigeric (efímer rei dels visigots), i va servir a l'Imperi on va gaudir de gran popularitat entre els soldats per la seva força i coratge. Durant anys va servir lleialment al costat d'Estilicó; el 406 va lluitar (en) junt amb Uldes (en), general d'origen hun, contra Radagais, que després d'assolar la Gàl·lia es dirigia a Itàlia, i fou derrotat a Fèsoles (en).
El 407 va agafar el comandament d'un exèrcit a Ravenna per ordre d'Estilicó i va anar cap a la Gàl·lia per combatre Constantí, usurpador del tron. Va obtenir dues victòries sobre els seus generals, fins que va assetjar l'usurpador a Valença, setge que no va reeixir per l'arribada de reforços dirigits per Edobic (en) i pel magister militum Geronci. Sarus es va retirar cap als Alps, on va haver de pagar el dret de pas als bagaudes.
Junt amb altres generals, es va declarar en contra d'Estilicó el 408; es trobava a Ravenna amb un exèrcit disposat a tornar a la Gàl·lia, i va decidir capturar viu o mort al general, i amb grup de gots va atacar el campament d'Estilicó. Malgrat que Estilicó va aconseguir fugir cap a Ravenna, finalment va morir assassinat per orde d'Honori el 22 d'agost del 408. Sarus esdevingué el favorit de la cort, i va ser nomenat magister militum, amb l'oposició d'Alaric I i Ataülf, els caps gots de la casa dels balts i enemics hereditaris de Sarus.
Quan Alaric es va acostar a la ben fortificada Ravenna on es trobava Honori, Sarus el va derrotar amb només 300 guerrers i va declarar a Alaric traïdor a l'emperador i a Roma. Llavors, Alaric es va dirigir contra la ciutat eterna i la va saquejar (410).
El 411, mort Constantí, a la Gàl·lia es va aixecar un nou usurpador, Joví, que tenia el suport dels burgundis i alans, i que es va saber atreure a Sarus, nomenant-lo el seu magister militum. El 412, els visigots, dirigits ara per Ataülf, successor d'Alaric, van entrar a la Gàl·lia per eliminar a Joví. Ataülf va atreure Sarus (amb un grup reduït de soldats) a una emboscada, el va atacar i el va matar (412). Joví va haver de fugir, però fou assetjat i capturat a Valença i executat.